# Voorheide
Voorheide är en hed i Belgien.   Den ligger i provinsen Antwerpen och regionen Flandern, i den nordöstra delen av landet, 80 km nordost om huvudstaden Bryssel.
Omgivningarna runt Voorheide är en mosaik av jordbruksmark och naturlig växtlighet. Runt Voorheide är det ganska tätbefolkat, med 214 invånare per kvadratkilometer.